# Primo Magnani
Primo Magnani (Pavia, 31 de març de 1892 - Milà, 17 de juliol de 1967) va ser un ciclista italià, que va córrer en els anys posteriors a la Primera Guerra Mundial. Es dedicà principalment al ciclisme en pista.
El seu principal èxit esportiu fou la medalla d'or aconseguida als Jocs Olímpics d'Anvers de 1920 en l'especialitat de persecució per equips, junt a Arnaldo Carli, Franco Giorgetti i Ruggero Ferrario. També va participar en la cursa dels 50 kilòmetres, però es desconeix la seva classificació exacta.